# Laura Kieler
Laura Kieler, geborene Smith Petersen (* 9. Januar 1849 in Tromsø; † 23. April 1932 in Ålsgårde, Nordsjælland, Dänemark) war eine dänisch-norwegische Schriftstellerin.

## Leben
Schon mit 20 Jahren veröffentlichte sie das von Henrik Ibsen beeinflusste Werk Brants dötre. 1873 heiratete sie den Lehrer V. Kieler. Ihre Erzählungen André fra Kautokeino von 1879 und Laurekas Korhoinen (1881) schildern das Leben im Grenzgebiet zu Lappland. Min broder amtmanden von 1882 beschreibt dagegen die Verhältnisse in der Beamtenklasse. Ihr Schauspiel Mænd af ære, das 1890 in Kopenhagen und Kristiania (Oslo) aufgeführt wurde und die zeitgenössische Bohème anprangerte, rief scharfe Kritiken hervor. Die Erzählung I en lysengels skikkelse (1892) war gegen die ausufernden Formen des norwegischen Pietismus gerichtet.

## Werke
- Dit folk skal være mit (1901)
- Karen Jürgens
- Sten Stensen till Stensby

### Übersetzungen
- Auf Posten! Roman. Aus dem Norwegischen von Emil Jonas (Roman- und Novellen-Schatz, Jg. 1, Nr. 22, 1899, 156 S.)